# Minimalny supersymetryczny model standardowy
Minimalny supersymetryczny model standardowy (MSSM z ang. Minimal Supersymmetric Standard Model) – minimalne rozszerzenie modelu standardowego (SM) dające model supersymetryczny.
Minimalność MSSM polega na tym, że jest to rozszerzenie modelu standardowego realizowane przez wprowadzenie najmniejszej możliwej liczby pól, by otrzymać supersymetryczny lagranżjan: superpartnerzy wszystkich pól SM oraz drugi dublet Higgsa wraz z dodatkowymi higgsinami (ponieważ superpotencjał musi być holomorficzny, co wyklucza pojawienie się wyrazów zawierających pola cząstek i antycząstek i wyjaśnienie mas wszystkich kwarków za pomocą jednego dubletu Higgsa jak w modelu standardowym).
Minimalność obejmuje też pominięcie członów lagranżjanu łamiących parzystość R, które bez dodatkowych ograniczeń mogłyby powodować szybki rozpad protonu.
MSSM pomija też masy neutrin.

## Cząstki
Najprostsze matematycznie sformułowanie MSSM obejmuje następujące multiplety superpól:
| Multiplety          | Liczba multipletów | Reprezentacja {\displaystyle (SU(3)_{C},SU(2)_{W})_{U(1)_{Y}}} | Parzystość R       | Cząstki SM                | Całkowita liczba stanów spinowych |
| Superpola chiralne  | Superpola chiralne | Superpola chiralne                                             | Superpola chiralne | Superpola chiralne        | Superpola chiralne                |
| ------------------- | ------------------ | -------------------------------------------------------------- | ------------------ | ------------------------- | --------------------------------- |
| Q                   | 3                  | {\displaystyle (3,2)_{\frac {1}{6}}}                           | –                  | lewe kwarki (izodublety)  | 3 × 3 × 2 × 4 = 72                |
| Uc                  | 3                  | {\displaystyle ({\bar {3}},1)_{-{\frac {2}{3}}}}               | –                  | prawe dodatnie kwarki     | 3 × 3 × 1 × 4 = 36                |
| Dc                  | 3                  | {\displaystyle ({\bar {3}},1)_{\frac {1}{3}}}                  | –                  | prawe ujemne kwarki       | 3 × 3 × 1 × 4 = 36                |
| L                   | 3                  | {\displaystyle (1,2)_{-{\frac {1}{2}}}}                        | –                  | lewe leptony (izodublety) | 3 × 1 × 2 × 4 = 24                |
| Ec                  | 3                  | {\displaystyle (1,1)_{1}}                                      | –                  | prawe naładowane leptony  | 3 × 1 × 1 × 4 = 12                |
| Hu                  | 1                  | {\displaystyle (1,2)_{\frac {1}{2}}}                           | +                  | bozon Higgsa              | 1 × 1 × 2 × 4 = 8                 |
| Hd                  | 1                  | {\displaystyle (1,2)_{-{\frac {1}{2}}}}                        | +                  | bozon Higgsa              | 1 × 1 × 2 × 4 = 8                 |
| Superpola wektorowe |                    |                                                                |                    |                           |                                   |
| B                   | 1                  | {\displaystyle (1,1)_{0}}                                      | +                  | bozon B                   | 1 × 1 × 1 × 4 = 4                 |
| W                   | 1                  | {\displaystyle (1,3)_{0}}                                      | +                  | bozony W                  | 1 × 1 × 3 × 4 = 12                |
| g                   | 1                  | {\displaystyle (8,1)_{0}}                                      | +                  | gluony                    | 1 × 8 × 1 × 4 = 32                |

Do 122 stanów bozonowych i 122 stanów fermionowych w niegrawitacyjnej części SM należy doliczyć dwa stany grawitina i dwa stany grawitonu.
Po uwzględnieniu złamania symetrii elektrosłabej i różnych form mieszania otrzymujemy następujące cząstki nieodróżnialne:
| Symbole | Opis                     | Reprezentacja SU(3)     | Ładunek elektryczny             | Typ                                | Całkowita liczba stanów spinowych |
| Zwykłe cząstki (R = +1) | Zwykłe cząstki (R = +1)  | Zwykłe cząstki (R = +1) | Zwykłe cząstki (R = +1)         | Zwykłe cząstki (R = +1)            | Zwykłe cząstki (R = +1)           |
| --- | ------------------------ | ----------------------- | ------------------------------- | ---------------------------------- | --------------------------------- |
| {\displaystyle u,} {\displaystyle c,} {\displaystyle t} | dodatnie kwarki          | 3                       | {\displaystyle +{\frac {2}{3}}} | fermiony Diraca                    | 3 × 3 × 4 = 36                    |
| {\displaystyle d,} {\displaystyle s,} {\displaystyle b} | ujemne kwarki            | 3                       | {\displaystyle -{\frac {1}{3}}} | fermiony Diraca                    | 3 × 3 × 4 = 36                    |
| {\displaystyle e,} {\displaystyle \mu ,} {\displaystyle \tau } | naładowane leptony       | 1                       | {\displaystyle -1}              | fermiony Diraca                    | 3 × 1 × 4 = 12                    |
| {\displaystyle \nu _{e},} {\displaystyle \nu _{\mu },} {\displaystyle \nu _{\tau }} | neutrina                 | 1                       | {\displaystyle 0}               | fermiony Weyla                     | 3 × 1 × 2 = 6                     |
| {\displaystyle h^{0},} {\displaystyle H^{0},} {\displaystyle A^{0}} | neutralne bozony Higgsa  | 1                       | {\displaystyle 0}               | rzeczywiste bozony skalarne        | 3 × 1 × 1 = 3                     |
| {\displaystyle H^{\pm }} | naładowane bozony Higgsa | 1                       | {\displaystyle \pm 1}           | zespolone bozony skalarne          | 1 × 1 × 1 × 2 = 2                 |
| {\displaystyle \gamma } | foton                    | 1                       | {\displaystyle 0}               | bezmasowy bozon wektorowy          | 1 × 1 × 2 = 2                     |
| {\displaystyle Z^{0}} | bozon Z                  | 1                       | {\displaystyle 0}               | masywny bozon wektorowy            | 1 × 1 × 3 = 3                     |
| {\displaystyle W^{\pm }} | bozony W                 | 1                       | {\displaystyle \pm 1}           | para masywnych bozonów wektorowych | 1 × 1 × 3 × 2 = 6                 |
| {\displaystyle g} | gluony                   | 8                       | {\displaystyle 0}               | bezmasowe bozony wektorowe         | 1 × 8 × 2 = 16                    |
| Superpartnerzy (R = −1) |                          |                         |                                 |                                    |                                   |
| {\displaystyle {\tilde {u}}_{L},} {\displaystyle {\tilde {u}}_{R},} {\displaystyle {\tilde {c}}_{L},} {\displaystyle {\tilde {c}}_{R},} {\displaystyle {\tilde {t}}_{1},} {\displaystyle {\tilde {t}}_{2}}               | dodatnie skwarki         | 3                       | {\displaystyle +{\frac {2}{3}}} | zespolone bozony skalarne          | 6 × 3 × 2 = 36                    |
| {\displaystyle {\tilde {d}}_{L},} {\displaystyle {\tilde {d}}_{R},} {\displaystyle {\tilde {s}}_{L},} {\displaystyle {\tilde {s}}_{R},} {\displaystyle {\tilde {b}}_{1},} {\displaystyle {\tilde {b}}_{2}}               | ujemne skwarki           | 3                       | {\displaystyle -{\frac {1}{3}}} | zespolone bozony skalarne          | 6 × 3 × 2 = 36                    |
| {\displaystyle {\tilde {e}}_{L},} {\displaystyle {\tilde {e}}_{R},} {\displaystyle {\tilde {\mu }}_{L},} {\displaystyle {\tilde {\mu }}_{R},} {\displaystyle {\tilde {\tau }}_{1},} {\displaystyle {\tilde {\tau }}_{2}} | naładowane sleptony      | 1                       | {\displaystyle -1}              | zespolone bozony skalarne          | 6 × 1 × 2 = 12                    |
| {\displaystyle {\tilde {\nu }}_{e},} {\displaystyle {\tilde {\nu }}_{\mu },} {\displaystyle {\tilde {\nu }}_{\tau }} | sneutrina                | 1                       | {\displaystyle 0}               | zespolone bozony skalarne          | 3 × 1 × 2 = 6                     |
| {\displaystyle {\tilde {\chi }}_{1}^{0},} {\displaystyle {\tilde {\chi }}_{2}^{0},} {\displaystyle {\tilde {\chi }}_{3}^{0},} {\displaystyle {\tilde {\chi }}_{4}^{0}}                                                   | neutralina               | 1                       | {\displaystyle 0}               | fermiony Majorany                  | 4 × 1 × 2 = 8                     |
| {\displaystyle {\tilde {\chi }}_{1}^{\pm },} {\displaystyle {\tilde {\chi }}_{2}^{\pm }} | chargina                 | 1                       | {\displaystyle \pm 1}           | fermiony Diraca                    | 2 × 1 × 2 × 2 = 8                 |
| {\displaystyle {\tilde {g}}} | gluina                   | 8                       | {\displaystyle 0}               | fermiony Majorany                  | 1 × 8 × 2 = 16                    |

Wchłaniając (analogicznie jak cząstki W i Z wchłaniają składowe dubletu Higgsa) dwa stany goldstina (pochodzące ze spontanicznego złamania supersymetrii), bezmasowe grawitino staje się masywnym grawitinem o 4 składowych.

## Lagranżjan MSSM
Lagranżjan zawiera wyrazy supersymetrycznie:
- potencjał Kählera dla pól materii i dla pól Higgsa,
- potencjał pól cechowania odpowiadający za człony kinetyczne bozonów i gaugin,
- superpotencjał dla pól materii i dla pól Higgsa (Dają one potencjał Yukawy dla fermionów modelu standardowego oraz czynnik masowy dla higgsina),

oraz wyrazy odpowiadające za miękkie naruszenie supersymetrii.